# 沈詢
沈询（？—864年2月8日），字诚之，唐朝苏州吴县人，沈既濟之孙，沈傳師之子，沈枢之弟。
沈询能文辞，会昌二年（842年）中进士第，补任渭南县尉。升任中书舍人、翰林学士、礼部侍郎，出为浙东观察使，入朝为户部侍郎，判度支。徐商领盐铁，都征辟王徽为巡官。咸通四年（863年），为检校户部尚书、潞州长史、昭义节度使，为政简易。家奴私通侍女，沈询将要处决他，家奴于是勾结牙将作乱。咸通四年十二月廿七乙酉（864年2月8日），昭义军乱，夜攻府第，沈询全家遇害。赠兵部尚书、左散骑常侍。刘潼代为节度使，至潞州，挖出家奴之心，在灵坐祭祀沈询。